# Brian McAvera
Brian McAvera (n. 1948, Belfast) este un dramaturg britanic. A studiat literatura engleză la Queen University Belfast. După absolvirea facultății își începe cariera literară ca autor de versuri, nuvele și mai ales piese de teatru. Printre lucrările care i-au adus notorietate în Marea Britanie, și nu doar, se numără piesele Cîndva în curînd (Sometime Soon) și Femeile lui Picasso.